# Dominique Lecourt
Dominique Lecourt (Parigi, 5 febbraio 1944 – Parigi, 1º maggio 2022) è stato un filosofo ed epistemologo francese.

## Biografia
Dominique Lecourt fu professore di Filosofia all'Università Paris Diderot, dove diresse il Centre Georges Canguilhem. Fu membro del Consiglio di Sorveglianza delle Presses Universitaires de France (PUF) e nel marzo 2009 divenne Direttore Generale dell'Institut Diderot. Condusse una riflessione sulle forme contemporanee del pensiero scientifico mirante ad opporsi sia all'arroganza dello scientismo che alla tecnofobia e al catastrofismo, tanto sul piano filosofico che politico. Trattò, attraverso la filosofia delle scienze, sia questioni politiche (Lyssenko, histoire réelle d'une “science prolétarienne”; L'Amérique contre la Bible et Darwin) che etiche (Contre la peur; Humain post-humain). Questo gli richiese a volte uno sforzo di analisi collettiva (Dictionnaire d'histoire et philosophie des sciences; Dictionnaire de la pensée médicale) o di pedagogia adeguata (“Que sais-je” su La philosophie des sciences e su Georges Canguilhem). Sviluppò una concezione della libertà che ribalta sia l'individualismo egoista che il moralismo libertario.

## Opere
- L'Épistémologie historique de Gaston Bachelard (1969, réed. Vrin, Paris, 11 éd. augmentée, 2002).
- Bachelard, épistémologie, textes choisis (1971, réed. PUF, Paris, 8 éd. 2010).
- Pour une critique de l'épistémologie : Bachelard, Canguilhem, Foucault (1972, réed. Maspero, Paris, 5 éd. 1980).
- Une Crise et son enjeu (Maspero, Paris, 1973).
- Bachelard, le jour et la nuit (Grasset, Paris, 1974).
- Lyssenko, histoire réelle d'une « science prolétarienne » (1976, réed. Quadrige/PUF, 1995).
- Dissidence ou révolution ? (Maspero, Paris, 1978).
- L'Ordre et les Jeux (Grasset, Paris, 1981).
- La Philosophie sans feinte (Albin Michel, Paris, 1982).
- Contre la peur (1990, 5 réed. Quadrige/PUF, 2011).
- L'Amérique entre la Bible et Darwin, suivi de Intelligent design : science, morale et politique'' (1992, 3 réed. Quadrige/PUF, 2007).
- À quoi sert donc la philosophie ? Des sciences de la nature aux sciences politiques (PUF, Paris, 1993).
- Les Infortunes de la raison (Vents d'Ouest, Québec, 1994).
- Prométhée, Faust, Frankenstein : Fondements imaginaires de l'éthique (1996, réed Livre de Poche/Biblio Essai, 1998).
- L'Avenir du progrès (Editions Textuel, Paris, 1997).
- Déclarer la philosophie (PUF, Paris, 1997).
- Science, Philosophie et Histoire des sciences en Europe, sous la direction de D. Lecourt (1998, réed. European Commission, Bruxelles, 1999).
- Encyclopédie des sciences, sous la direction de D. Lecourt (Livre de Poche, Paris, 1998).
- Les Piètres penseurs (Flammarion, Paris, 1999).
- Dictionnaire d'histoire et philosophie des sciences, sous la direction de D. Lecourt (1999, 4 réed. Quadrige/PUF, Paris, 2006).
- Sciences, Mythes et Religions en Europe, sous la direction de D. Lecourt (European Commission, Bruxelles, 2000).
- Rapport au ministre de l'Éducation nationale sur l'enseignement de la philosophie des sciences (2000) :
- La Philosophie des sciences (2001, 5 réed. PUF/Que sais je ?, Paris, 2010). ISBN 978-2-13-058053-9.
- Humain post-humain (2003, réed. PUF/Quadrige, Paris, 2011).
- Dictionnaire de la pensée médicale, sous la direction de D. Lecourt (2004, réed. PUF/Quadrige, Paris, 2004) ISBN 2-13-053960-2.
- Bioéthique et Liberté en collaboration avec Axel Kahn (PUF/Quadrige essai, Paris, 2004).
- La Science et l'Avenir de l'homme, sous la direction de D. Lecourt (PUF/Quadrige essai, Paris, 2005).
- L'Erreur médicale, sous la direction de C. Sureau, D. Lecourt, G. David (PUF/Quadrige essai, Paris, 2006).
- Georges Canguilhem (PUF/Que sais je ?, Paris, 2008) ISBN 2-13-053861-4.
- Charles Darwin. Origines - Lettres choisies 1828-1859, introduction et édition française dirigée par D. Lecourt (Bayard, Paris, 2009). ISBN 978-2-227-47843-5.
- L'âge de la peur : Science, éthique et société (Bayard, Paris, 2009). ISBN 978-2-227-47850-3.
- La mort de la clinique ?, sous la direction de D. Lecourt, G. David, D. Couturier, J-D. Sraer, C. Sureau (PUF/Quadrige essai, Paris, 2009). ISBN 978-2-13-057973-1.
- La santé face au principe de précaution, sous la direction de D. Lecourt (2009, réed. PUF, Paris, 2010). ISBN 978-2-13-057721-8.
- Politique de santé et principe de précaution, sous la direction de A. Aurengo, D. Couturier, D. Lecourt et M. Tubiana (PUF/Quadrige essai, Paris, 2011). ISBN 978-2-13-058986-0.
- Diderot. Passions, sexe, raison (PUF, Paris, avril 2013). ISBN 978-2130620730.